# Йоган-Ґоттфрід Шедель
Йо́ган-Ґо́ттфрід Ше́дель (нім. Gottfried Johann Schädel; 1680, Вандсбек (нині частина Гамбурга) — 21 лютого 1752, Київ) — російський та український архітектор північно-німецького походження.

## Біографія
Архітектурній майстерності навчався у німецьких майстрів, близьких до школи архітектора Андреаса Шлютера. Працював під впливом архітекторів нідерландської школи. Знав також секрети італійських зодчих. Працював в стилі бароко.
У 1713—1730 роках перебував на російській службі в Санкт-Петербурзі, де він займався закінченням будівництва палацу Олександра Меншикова, побудував його західне крило і заклав східне. Був задіяний на будівництві меншиковських палаців в Оранієнбаум та Кронштадті.
У 1727–1729 роках Шедель був архітектором у штаті Канцелярії від будов. 1729 року його перевели до Москви, де він брав участь у будівництві дерев'яного палацу Анни Іванівни, почав будівництво Благовіщенської церкви в Кремлі і Микільської церкви в Домодєдові. 1730 допомагав Бартоломео Растреллі при будовах Кремля та інших державних будов.
З 1731 року працював в Україні, до 1745 року — над побудовою дзвіниці Києво-Печерської лаври в перехідному стилі від бароко до класицизму, що стала однією з найкращих дзвіниць Східної Європи XVIII століття.
Йому належить надбудова Київської Академії на Подолі та дзвіниці Софійського собору (1736—1740). Шедель перебудував будинок-палац митрополитів (найбільшу пам'ятку світської архітектури бароко в Києві в 1744—1748 роках, нині музей побуту митрополитів) і збудував кам'яний мур навколо Софійського монастиря з брамою Заборовського, дуже вдало поєднуючи західні стильові елементи з елементами козацького бароко й мотивами народного орнаменту.

## Роботи в Києві

### Велика лаврська дзвіниця
Вершиною мистецтва архітектора в Києві було зведення великої дзвіниці Успенського собору в Києво-Печерській лаврі.
Федір Васильов, який повинен був розробити першочерговий проєкт цієї будови, викрив духівників у спробі присвоєння частини золота, яке призначалося для позолоти купола. Його визнали «небажаною непригодною особою» й урешті змусили залишити місто.
Згідно з укладеним Лаврою контрактом, Шедель повинен був протягом трьох років збудувати цю дзвіницю. Але будівництво її закінчилося аж 1745 року. Воно поглинуло всі резерви, а також призвело до припинення будівництва в Лаврі на інших об'єктах.
Дзвіниця являє собою восьмигранну чотирьох'ярусну башту з позолоченим куполом. Перший її ярус оздоблений під руст у вигляді п'єдесталу, другий прикрашено 32-ма римсько-доричеськими колонами. Третій ярус огороджений 16-ма іонічними колонами. Четвертий ярус оздоблено групами легких римсько-коринфських напівколон. Звідси видно, що для будівництва дзвіниці була використана класична схема ордерної архітектоніки, відома ще зі споруди римського Колізею. У будівлі спостерігаються лише деякі елементи барокового стилю: спарені колони, розкріплені карнизи, обриси завершення глави. У будівництві дзвіниці застосовані нова для того часу техніка. Сам Шедель сказав, що «ця дзвіниця єдина і в Європі іншої такої немає». Тут розташовані 13 дзвонів вагою близько 6 тисяч пудів. Серед них «Успенський», вагою 1000 пудів, та найбільший у 1636 пудів. Збереглися три невеликі дзвони: «Безіменний», «Балик», «ознесенський». На четвертому ярусі 1903 року було встановлено годинник вагою 4,5 тонни, який заводився вручну раз на тиждень за допомогою лебідки. Він дзвонив щогодини та кожну чверть години.
На будівництво дзвіниці витратили близько 5 мільйонів цеглин різної форми й розмірів. Високохудожня кераміка виготовлялася на лаврських цегельних заводах за рецептом та наглядом Шеделя.
Дзвіниця мала величезні розміри. Найвища в Російській імперії, вища від Івановської в Москві. 96,52 метри з хрестом, вона органічно вписувалася до ансамблю монастиря й усього Печерська. Її видно було здалеку, за 25-30 кілометрів від міста. Аби помилуватися міськими пейзажами та околицями, необхідно було зійти на 374 сходинки. Не кожному це було під силу. Коли Шедель розписувався в одержанні гонорару, то у відомості написав німецькою мовою таке: «Тебе, величаве творіння споруджене завдяки моїй уяві та енергії, зустрінуть захоплені нащадки».
Під час другої світової війни 1941 року підірвали Успенський собор, який стояв поруч із дзвіницею, але вона зовсім не постраждала.

### Староакадемічний корпус Києво-Могилянської академії
Старий академічний корпус, збудований 1703 року, перебудовано за проєктом Шеделя в 1732—1740 роках. Було здійснено надбудову другого поверху з Благовіщенською конгрегаційною церквою та актовою залою, де відбувалися філософські диспути, музично-драматичні вистави тощо.

### Дзвіниця Софійського собору

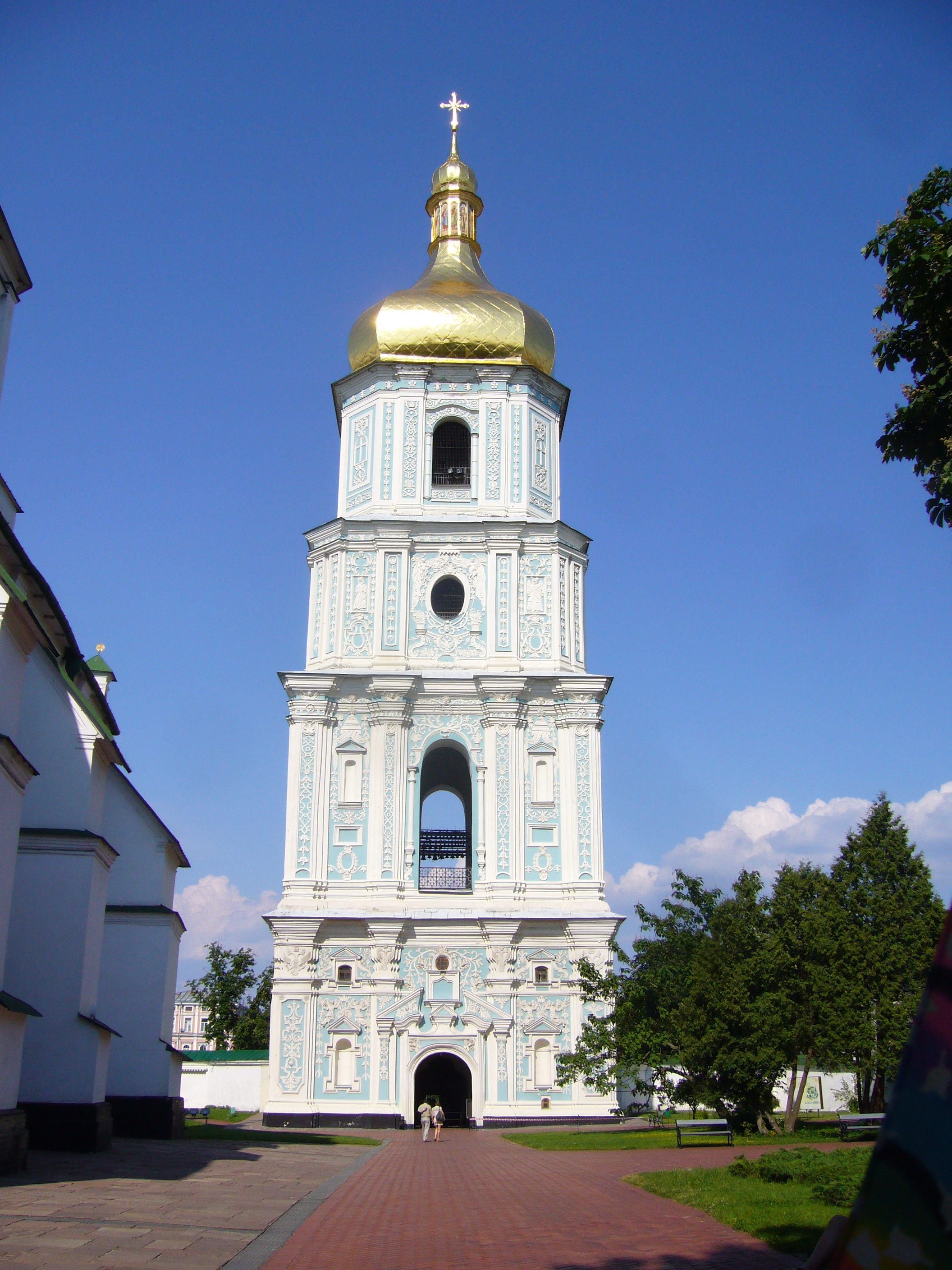

Київський митрополит Рафаїл Заборовський, з котрим Шедель познайомився ще в Санкт-Петербурзі, запросив архітектора для проведення будівельних робіт у Софіївському монастирі. Він очолив роботи з реконструкції будинку митрополита й дзвіниці.
Важливе значення у формуванні ансамблю Софіївського монастиря відіграє спорудження його дзвіниці. Після пожежі 1744 року вона зруйнувалася, і від первинної триярусної дзвіниці, зведеної після пожежі 1697 р., збереглися тільки перший та частина другого ярусу. Шедель повністю відновив її в 1744—1748 роках. Орнамент і пластика стін надали вагомого контрасту будівлі й стали красою всього ансамблю. Споруда стала одним з найкращих зразком цивільної архітектури XVIII століття в Україні.

## Споруди за участю архітектора

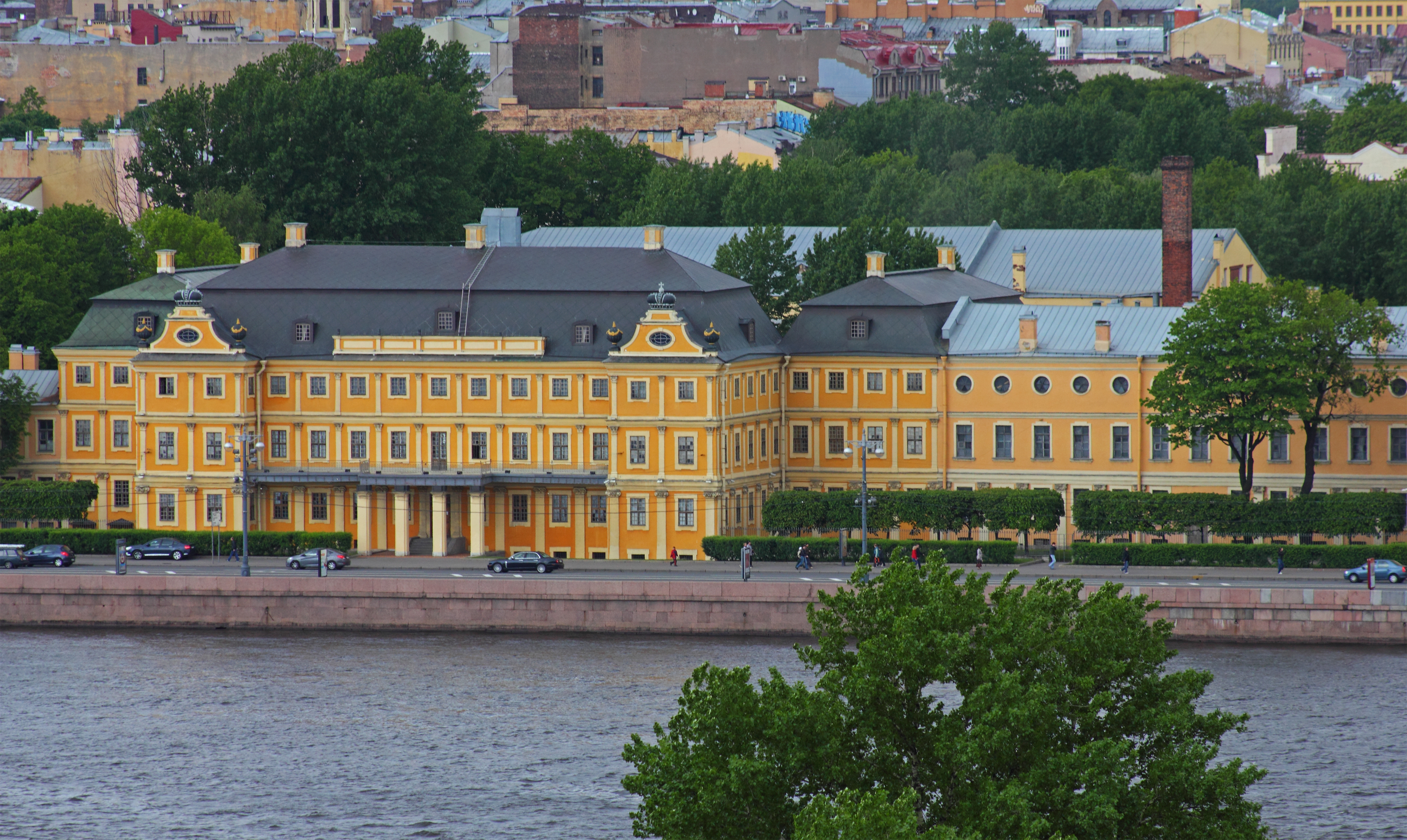
Меншиковський палац ( Санкт-Петербург )
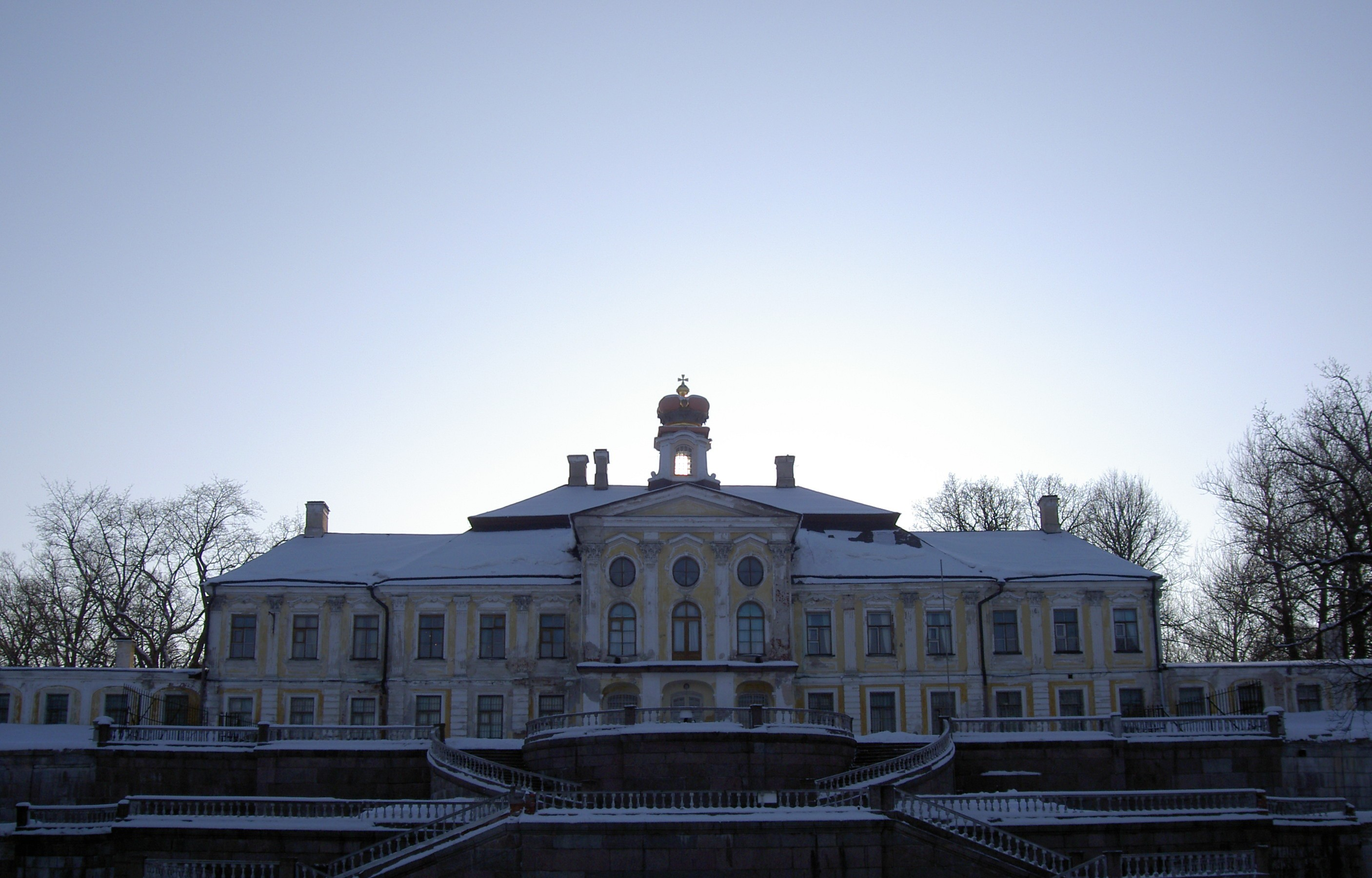
Меншиковський палац (Оранієнбаум)
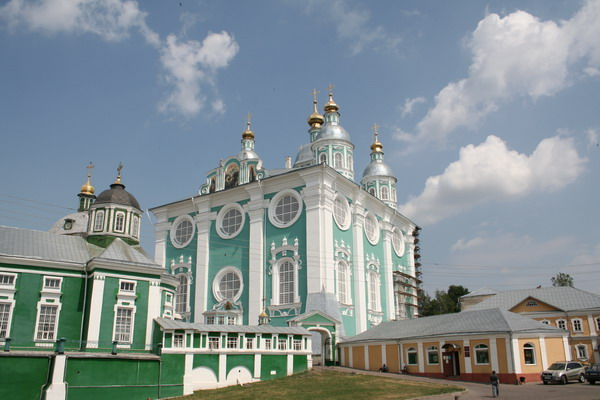
Успенський собор (Смоленськ)
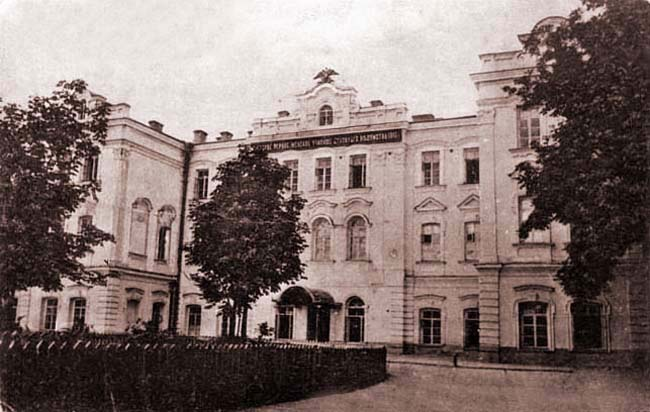
Кловський палац, Київ
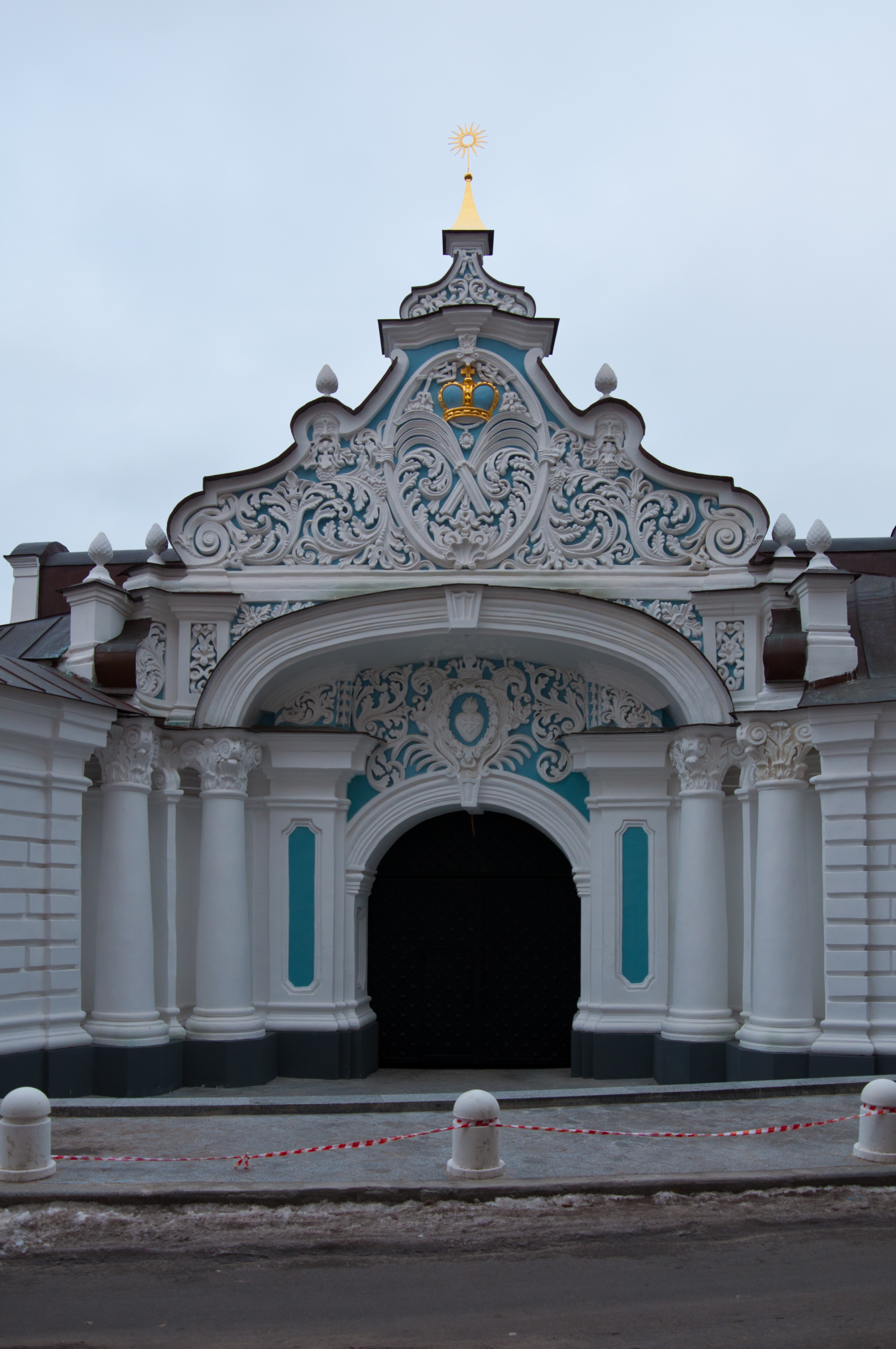
Брама Заборовського, Київ
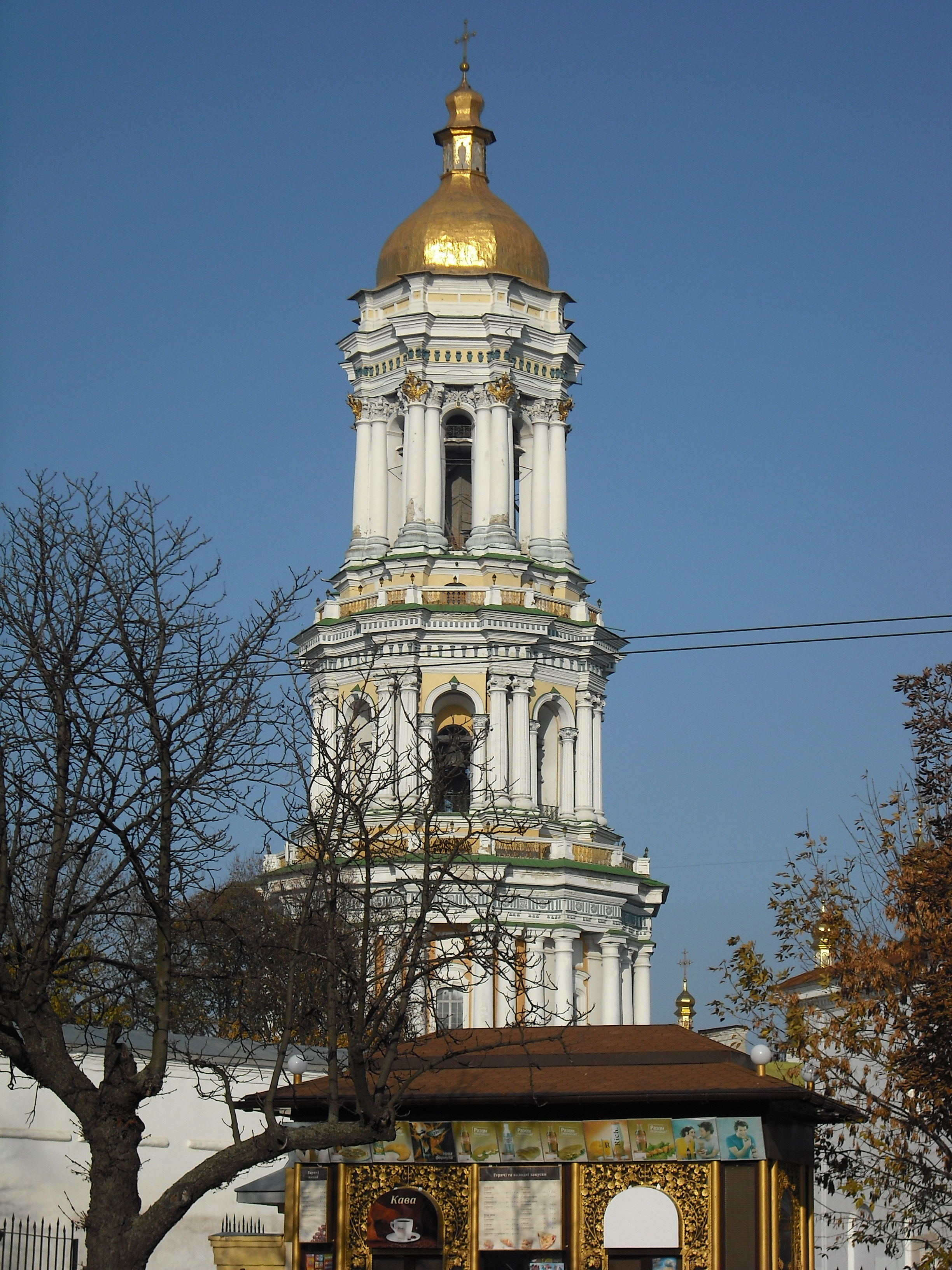
Велика лаврська дзвіниця
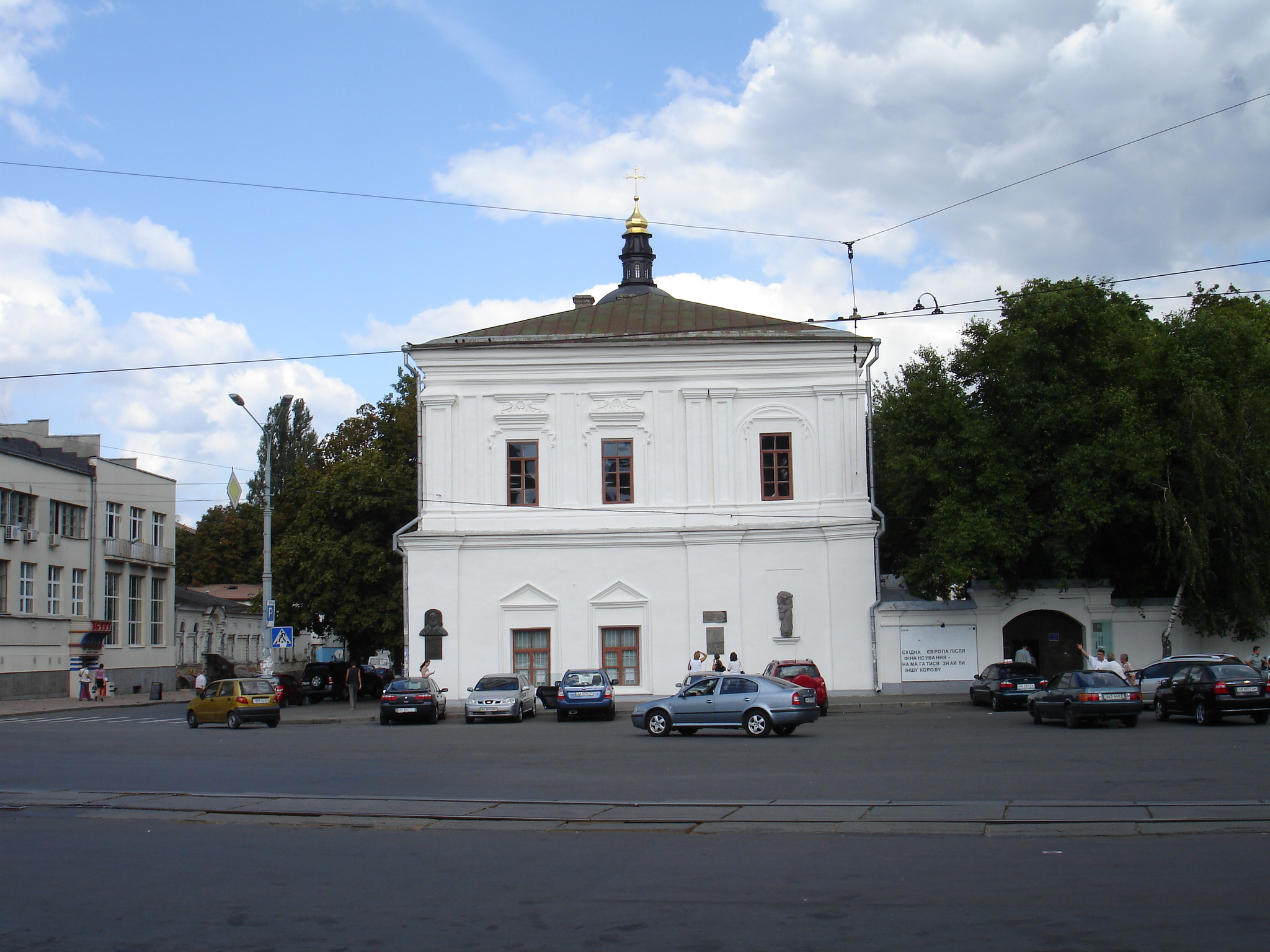
Староакадемічний корпус Києво-могилянської академії